# John Veale
Pour les articles homonymes, voir Veale.
Œuvres principales
1 quatuor à cordes, 2 concertos, 3 symphonies ...
John (Douglas Louis) Veale est un compositeur britannique, né le 15 juin 1922 à Shortlands (Grand Londres), mort le 16 novembre 2006 à Bromley (Grand Londres).

## Biographie
John Veale étudie la musique notamment auprès d'Egon Wellesz, Roy Harris et Roger Sessions et entame une carrière de compositeur dans les années 1940. 
Le catalogue de ses œuvres (tonales) comprend entre autres un quatuor à cordes, deux concertos, trois symphonies et des pièces vocales.
S'ajoutent des partitions pour neuf films britanniques sortis entre 1954 et 1964, dont La Flamme pourpre de Robert Parrish (premier film, 1954) et Le Jardinier espagnol de Philip Leacock (1956).

## Compositions

### Musique classique (sélection)
- 1944 : Symphonic Sketch pour orchestre
- 1947 : Symphonie n° 1 (révisée en 1951)
- 1949 : Panorama pour orchestre
- 1950 : Quatuor à cordes
- 1951 : Elegy pour flûte, harpe et orchestre à cordes
- 1953 : Concerto pour clarinette et orchestre
- 1954 : Ouverture de concert The Metropolis
- 1956 : Kubla Khan pour baryton, chœur et orchestre
- 1965 : Symphonie n° 2
- 1966 : The Song of Radha pour soprano et orchestre (révisé en 1980)
- 1984 : Concerto pour violon et orchestre
- 1986 : Demos Variations pour orchestre
- 1989 : Apocalypse pour chœur et orchestre
- 1993 : Triune pour hautbois, cor anglais et orchestre
- 1994 : Encounter pour deux guitares ; Sydney Street Scenes pour ensemble vocal et instrumental
- 2000 : Impromptu pour flûte à bec ; Triptych pour flûte à bec et guitare
- 2003 : Symphonie n° 3

### Musique de film (intégrale)
- 1954 : La Flamme pourpre (The Purple Plain) de Robert Parrish
- 1955 : Portrait of Alison de Guy Green
- 1956 : Le Jardinier espagnol (The Spanish Gardener) de Philip Leacock
- 1957 : Les Criminels de Londres (No Road Back) de Montgomery Tully
- 1957 : High Tide at Noon de Philip Leacock
- 1960 : The House in Marsh Road de Montgomery Tully
- 1961 : Freedom to Die de Francis Searle
- 1962 : Emergency de Francis Searle
- 1964 : Clash by Night de Montgomery Tully